# Čejkovice (zámek)
Zámek v Čejkovicích vznikl na přelomu 13. a 14. století jako středověká tvrz komendy řádu templářů. V 16. století byla renesančně přestavěna na zámek. V roce 1773 jej koupil císař Josef II. a zámek připadl k hodonínskému panství. Nachází se v Templářské ulici jihomoravské obce Čejkovice v okrese Hodonín.
Objekt prošel celkovou rekonstrukcí a v současné době je v majetku obce Čejkovice. Je využíván jako hotel s restaurací a kongresové centrum.

## Historie

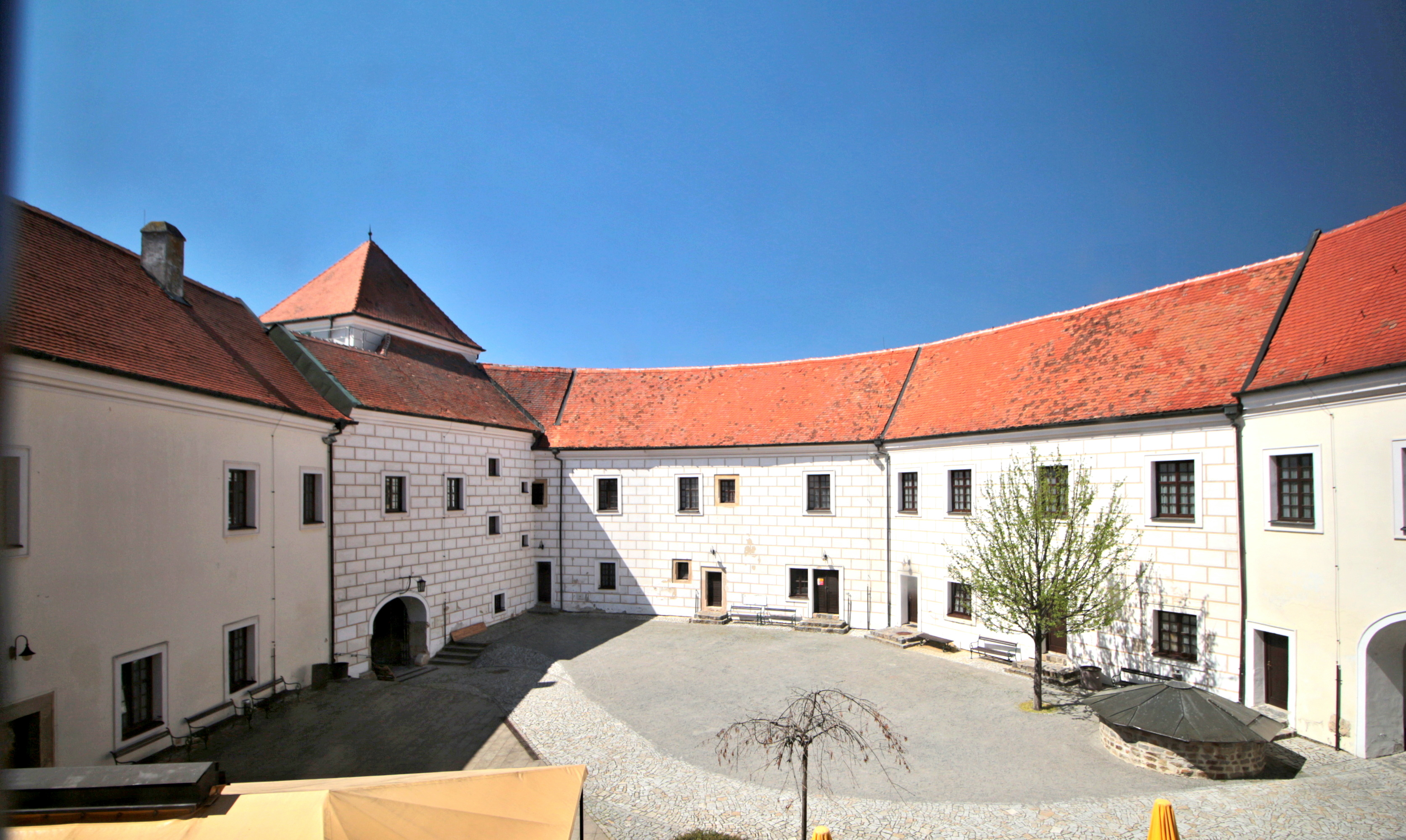
Nádvoří čejkovického zámku

První písemná zmínka o komendě řádu templářů v Čejkovicích je z roku 1248. Stála v místech nynějšího zámku na malém návrší nad kostelem. Dříve se nesprávně soudilo, že komenda sídlila v Šakvicích. Poslední zmínka o ní je z roku 1308. 22. března 1312 byl řád templářů zrušen a opuštěná komenda posloužila jako základ pozdější tvrze. Stejně tak se zachovalo rozsáhlé sklepení templářských vinných sklepů. Po templářích se zde vystřídalo několik majitelů. Prvním z nich byl český král, ale krátce poté jej získali páni z Lipé.
Čeněk z Lipé čejkovickou tvrz i s panstvím v roce 1353 prodal bratrům Albrechtovi (Alešovi) a Vilémovi z moravské větve rodu Šternberků, jejichž potomci v roce 1437 panství prodali Smilu ze Zástřizl a z Nemotic a Protivci z Pavlovic. Za husitských válek byla tvrz poničena.
V roce 1512 již měla tvrz půlkruhový půdorys a věž. V tomto roce Heřman ze Zástřizl Čejkovice i s tvrzí a několika panstvími prodal Heraltu Kunovi z Kunštátu na Hodoníně. Před rokem 1530 ji získali bratři Albrecht a Vilém z Víckova (v roce 1540 se připomíná již jen Albrecht).
Ve druhé polovině 16. století byla tvrz přestavěna a rozšířena na zámek v renesančním slohu s parkem na východní straně. Nejstarší částí zámku jsou základy čtvercové věže, k níž byla přistavěna obytná část a rozsáhlé sklepení. V 18. století byla přistavěna jižní část předzámčí připojená průchodem.